# IC 2241
IC 2241 је појединачна звијезда у сазвјежђу Рак која се налази на листи објеката дубоког неба у Индекс каталогу.
Деклинација објекта је + 24° 7' 48" а ректасцензија 8h 15m 8,9s.